# Kinloch Rannoch
Kinloch Rannoch är en by på Loch Rannoch, i civil parish Fortingall, i kommun Perth and Kinross, i Skottland. Byn är belägen 29 km från Pitlochry. TV-serien Outlander har spelats in vid byn. Byn hade 254 invånare år 1991.